# Beuzeville-la-Guérard
Beuzeville-la-Guérard ist eine französische Gemeinde im Département Seine-Maritime in der Region Normandie. Sie hat 236 Einwohner (Stand: 1. Januar 2022) und gehört zum Kanton Saint-Valery-en-Caux (bis 2015: Kanton Ourville-en-Caux) und zum Arrondissement Dieppe.

## Geografie
Beuzeville-la-Guérard liegt etwa 44 Kilometer nordöstlich von Le Havre und etwa 16 Kilometer südlich der Alabasterküste. Umgeben wird Beuzeville-la-Guérard von den Nachbargemeinden Ourville-en-Caux im Norden, Grainville-la-Teinturière im Nordosten, Cleuville im Osten, Thiouville im Süden und Südosten, Normanville im Süden und Südwesten sowie Riville im Westen und Nordwesten.

## Bevölkerungsentwicklung
| Jahr                      | 1962 | 1968 | 1975 | 1982 | 1990 | 1999 | 2006 | 2013 |
| Einwohner                 | 174  | 180  | 139  | 152  | 147  | 150  | 166  | 203  |
| Quelle: Cassini und INSEE |      |      |      |      |      |      |      |      |

## Sehenswürdigkeiten

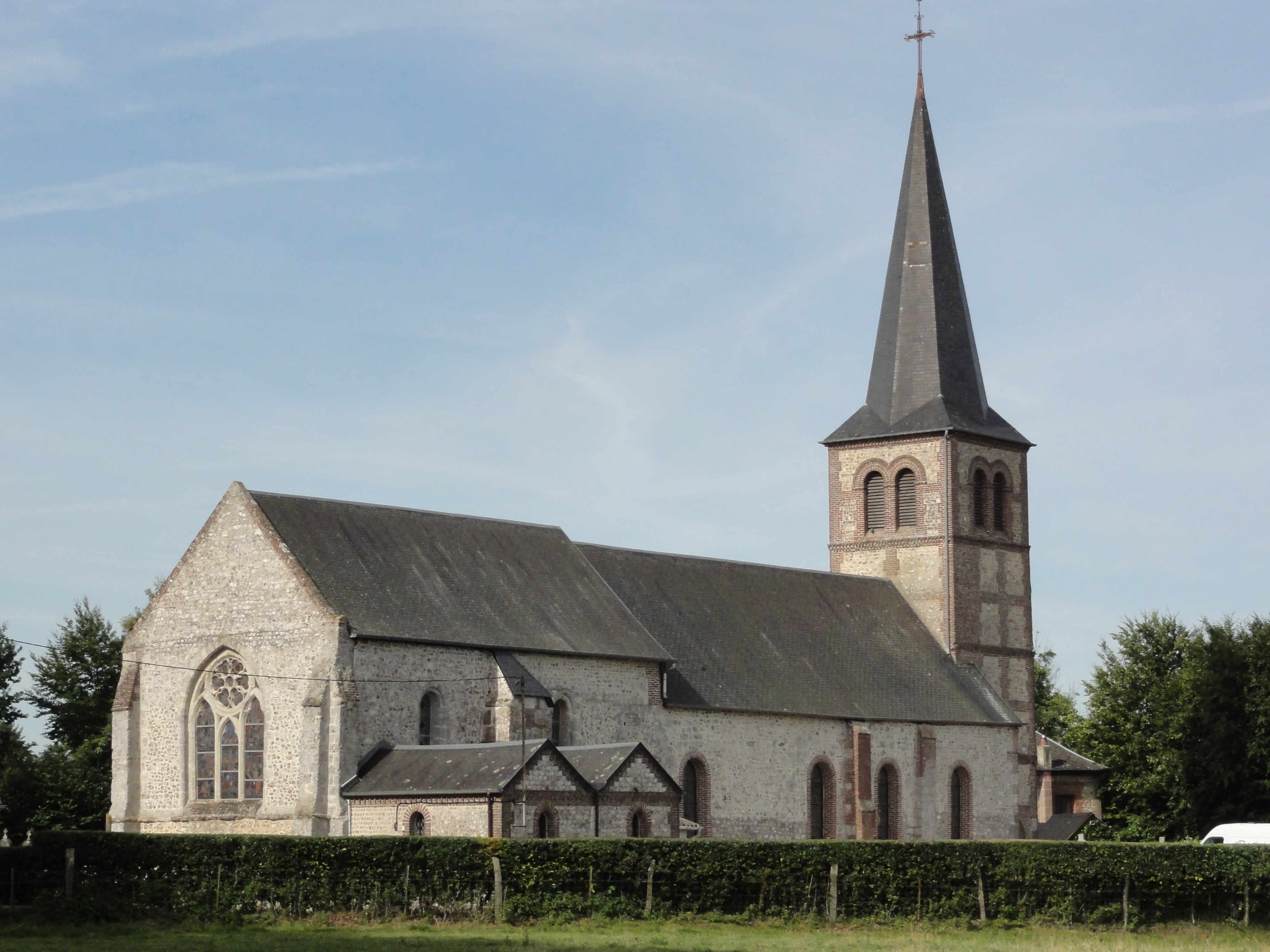
Kirche Notre-Dame

- Kirche Notre-Dame aus dem 11. Jahrhundert